# Circ de Saboredo
El Circ de Saboredo és un circ glacial en el vessant nord del Pirineu axial que és la capçalera de la Vall de Ruda; està situat al SE de la Vall d'Aran, als municipis de Naut Aran i Alt Àneu. Forma part de la zona perifèrica del Parc Nacional d'Aigüestortes i Estany de Sant Maurici. El circ de Saboredo està flanquejat de muntanyes amb altituds d'entre 2.500 i 2.850 metres excepte en la seva obertura al Nord, on descendeix i es transforma en vall glacial.
Està compost en gran part per roques granítiques, i atès l'altitud i el clima hi ha molt poca vegetació arbòria.
En el Circ de Saboredo hi ha diversos estanys, els quals han estat originats per sobreexcavació de la glacera original, i són bastant profunds. Es considera que el riu Garona neix al Circ de Saboredo, on hi ha l'estany més alt de la capçalera del riu de Saboredo, tributari del riu de Ruda i que més avall s'uneix amb el riu Aiguamog per constituir-se en la Garona.
El nom de Saboredo prové del llatí “cepulletum”, que vol dir “indret de cebes”, perquè s'hi fan els bulbs anomenats alles. La forma Sabolledo esperable canvià la -ll- per la -r- de tipus gascó-aranès.
El refugi de Saboredo està situat a l'est del Lac de Baish i es troba a 2.310 metres d'altitud.

## Geografia

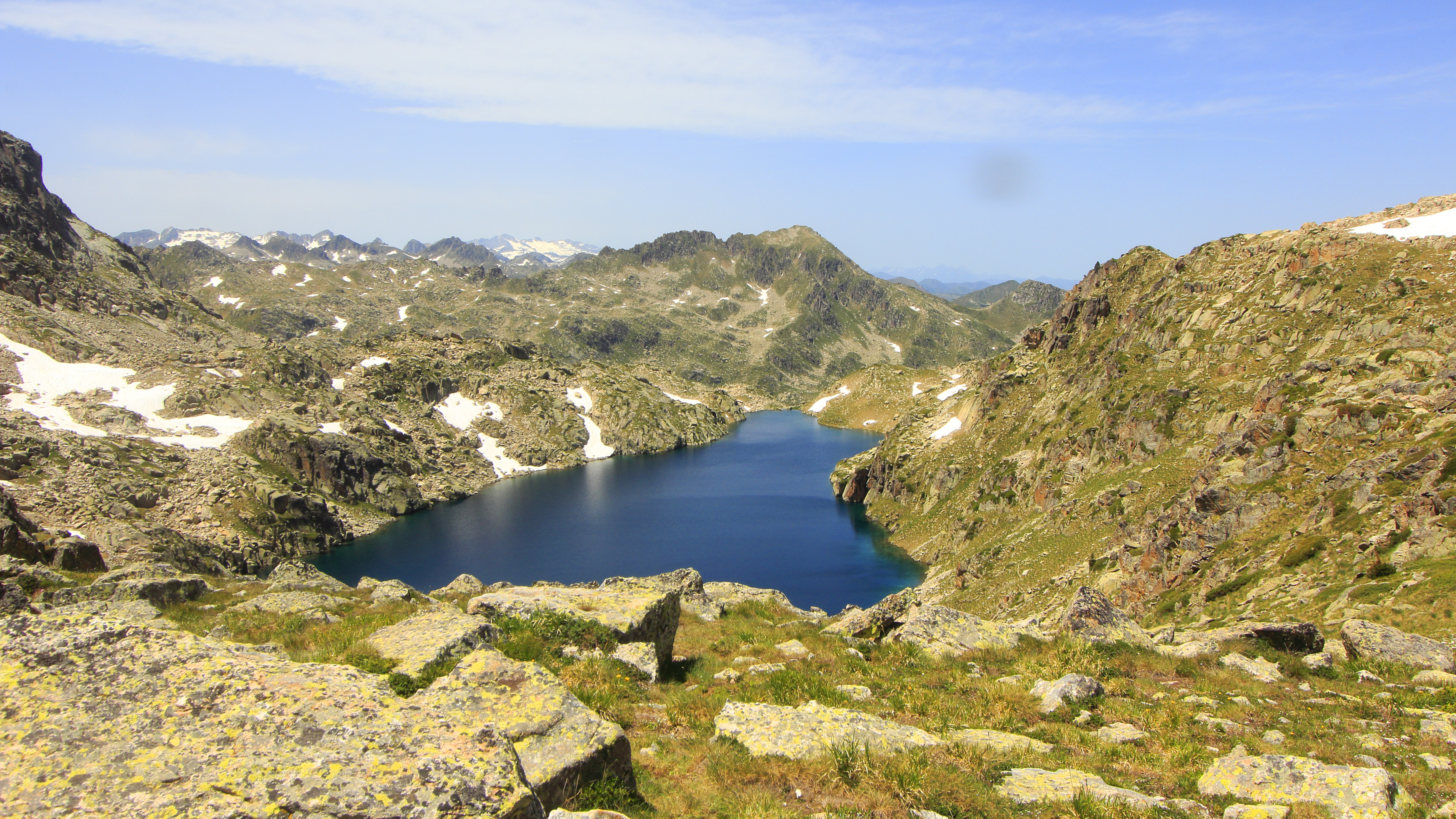
Estany Gelat de Saboredo; el Tuc Gran de Sendrosa al fons al mig, i a l'esquerra el Coll del Tuc Gran de Sendrosa

### Descripció general i límits
Pel vessant oriental el Circ de Saboredo limita amb la Vall de Gerber, al sud amb la vall de Ratera al Pallars Sobirà. A l'est limita amb la Circ de Colomèrs. Al nord limita amb la Pleta de Saboredo, una planúria que s'estén a menor altitud que el Circ i poblada amb prats i estanyets, i on s'ajunten les aigües dels cursos del riu de Saboredo i diversos torrents.

### Cims, serres i colls
En el sentit de les agulles del rellotge, començant en el punt més al nord i a l'est, es troben els següents elements geogràfics:

#### Vessant oriental (E)

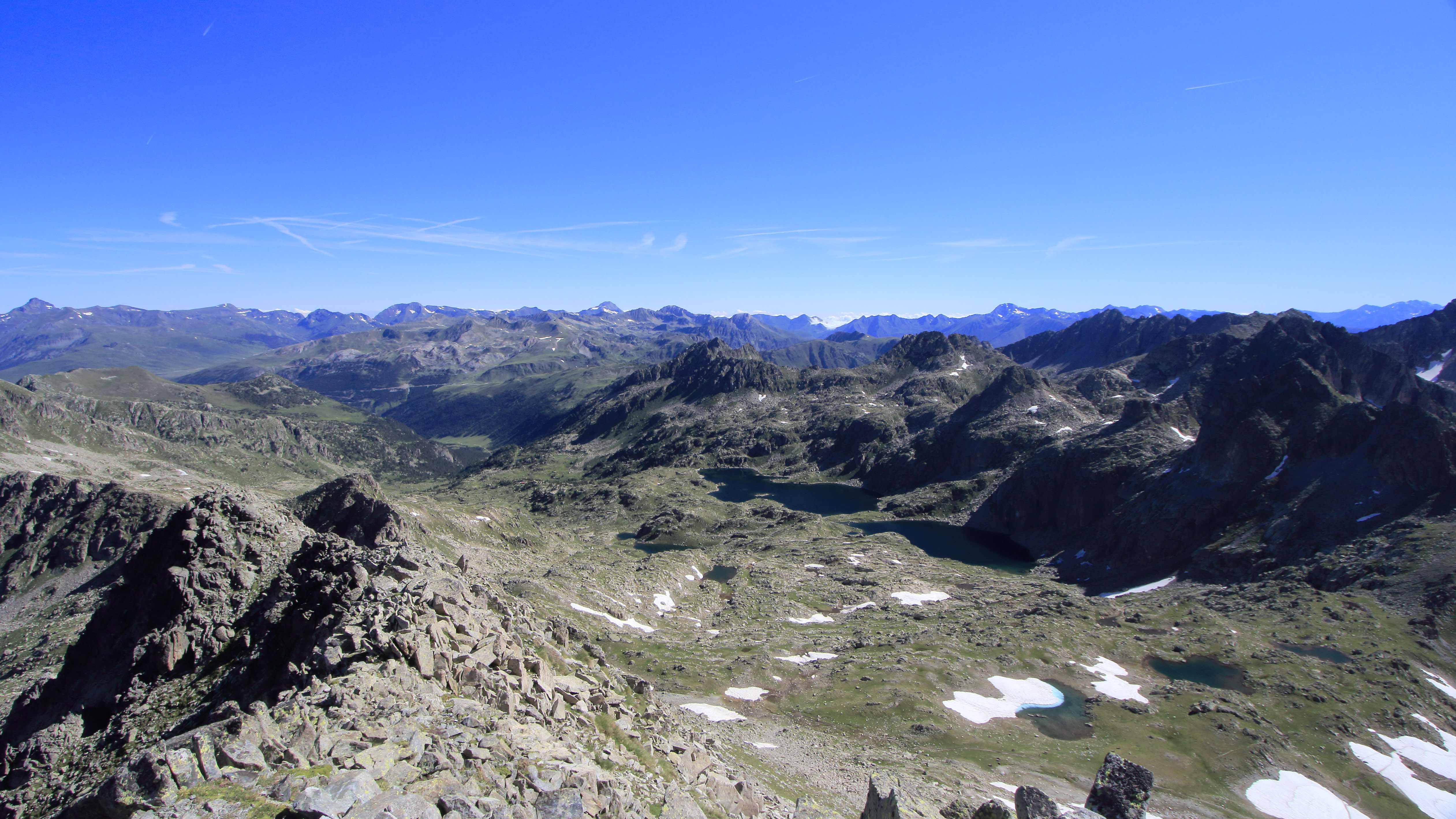
Circ de Saboredo des del Tuc de Ratera: estanys de Dalt i Major de Saboredo i el Pic de Saboredo a la dreta

El vessant oriental està compost per una sèrie de pics per sobre el 2.600 metres, bastant escarpats, les faldes dels quals són tarteres granítiques. Els pics més rellevants són els següents:
- Pic de Serós, d'una altitud de 2.643 metres.
- Pic de Locampo, amb una altitud de 2.656 metres.
- Agulles de Saboredo. Es un sèrie consecutiva de pics situats al llarg d'una cresta. El més alt té 2.628 metres.
- Puis de Gerber de 2.738 metres.
- Coll de l'estany Gelat, a 2.586 metres. El pas enllaça amb la vall de Gerber, situada al vessant sud dels Pirineu.
- Tuqueta de Saboredo, a 2.761 metres.
- Coll d'Amitges, a 2.760 metres. Enllaça l'estany Glaçat del Circ de Saboredo amb la Coma d'Amitges. Des del coll hi ha una bona vista de les Agulles d'Amitges
- Pic de Saboredo, a 2.829 metres.

#### Vessant meridional (S)
- Serra de Saboredo que transcorre al llarg de 1,9 quilòmetres des del Pic de Saboredo fins a descendir al Port de Ratera. La serra inclou la bretxa Juli Soler i Santaló, topònim posat en honor del famós excursionista.
- Port de Ratera, a 2.590 metres. És l'ampla collada que enllaça el Circ de Colomèrs i el de Saboredo pel vessant nord, i la vall de Ratera que vessa a l'estany de Sant Maurici pel sud. Hi passa el sender GR-11 i el recorregut de Carros de foc.
- Tuc de Ratera, de 2.859 metres.

#### Vessant occidental (O)

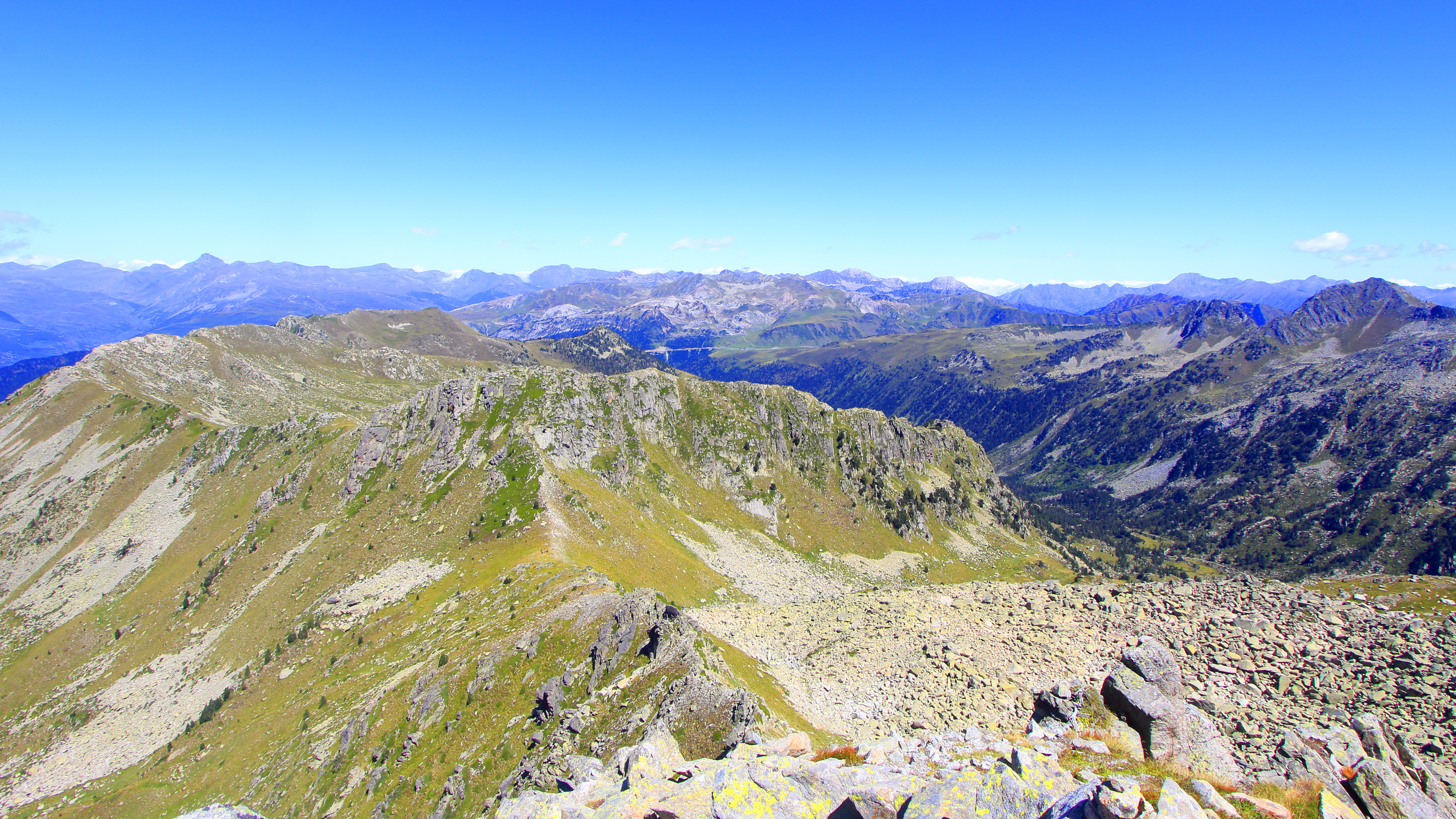
Tuc de Pishader; en primer terme abans del Tuc, el coll del Gran Tuc de Sendrosa; després del Tuc, la Serra de Sendrosa; a la dreta, la vall de Ruda

- Coll de Ratera de Colomèrs, de 2.576 metres. Enllaça el Circ de Colomèrs amb el Port de Ratera.Hi passa el recorregut del sender GR-11.
- Tuc Gran de Sendrosa, de 2.703 metres. És la culminació d'una cresta de 2 quilòmetres de longitud i un seguit d'agulles que comença a ascendir des del coll fins a assolir el pic.
- Coll del Tuc Gran de Sendrosa, situat a 2.450,7 metres. Enllaça el Circ de Saboredo amb el Circ de Colomèrs situat a l'oest. Hi passa el sender del recorregut de Carros de foc.
- Tuc de Pishader, de 2.539 metres ubicat a la Sèrra de Sendrosa.

#### Límit nord (N)
- Pleta de Saboredo.Una mica més avall hi ha una planúria amb prats i estanyets on es forma el riu de Saboredo amb la unió del riu Ruda i altres torrents que descendeixen dels dos vessants de la vall.

#### Cims interiors
Destaca l'Agulla de Saboredo, de 2.686 metres, situada a l'interior del Circ, separant l'estany Gelat de l'estany de Dalt de Saboredo.

### Estanys i rius
Les aigües dels estanys presenten un característic color blau fosc, i generalment són molt pobres en nutrients. La baixa densitat de plàncton existent fa que les aigües siguin extraordinàriament transparents i les espècies que es troben són típiques d'aquests ambients tan pobres, anomenats oligotròfics. Les causes cal cercar-les en les característiques de la roca mare (majoritàriament granit, una roca molt insoluble), les baixes temperatures que inhibeixen la descomposició de la matèria orgànica i l'absència de contaminació antropogènica.

#### Conca oriental

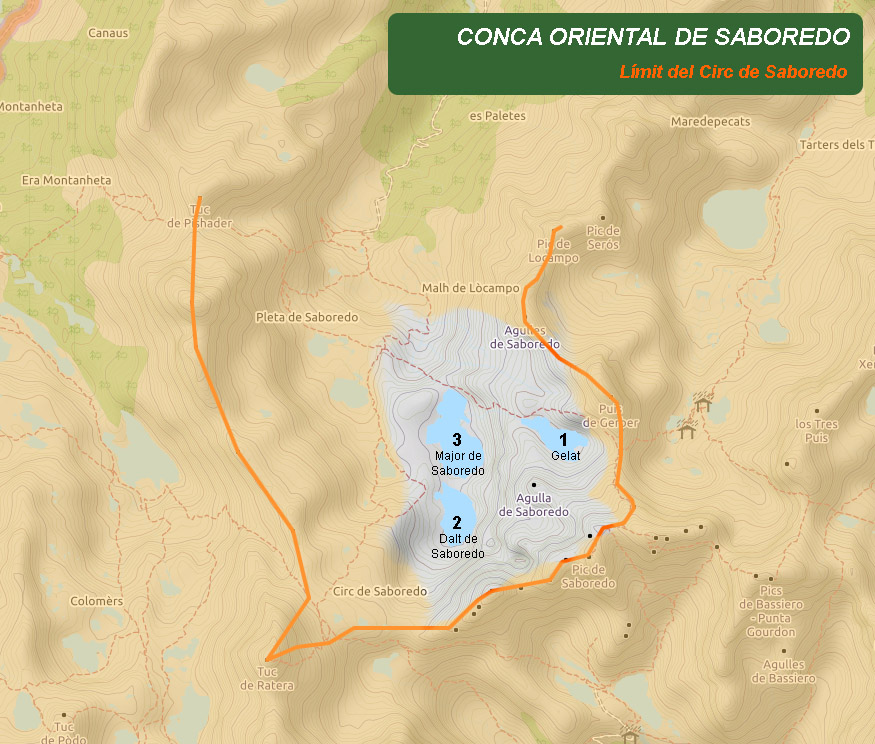
Conca oriental del Circ de Saboredo

La conca oriental del Circ de Saboredo està composta per tres grans estanys:
- Estany Gelat de Saboredo (1), a 2.491 metres. És l'estany situat més a l'est del circ. El seu accés és difícil per estar rodejat de tarteres i fortes pendents, però és un dels més bonics del Parc. Aquest estany és el punt més llunyà de la desembocadura del riu Garona a l'Atlàntic; és doncs el lloc on neix el riu.
- Lac de Naut de Saboredo (2), a 2.342 metres.
- Estany Major de Saboredo (3), a 2.340 metres. Rep les aigües de l'estany de Dalt de Saboredo i de l'estany Gelat. Hi ha una petita presa en l'extrem nord de l'estany que augmenta la seva capacitat.

El riu de Saboredo surt de l'estany Major cap a la pleta de Saboredo, on s'ajunta amb les aigües provinents del Lac de Baish.

#### Conca occidental

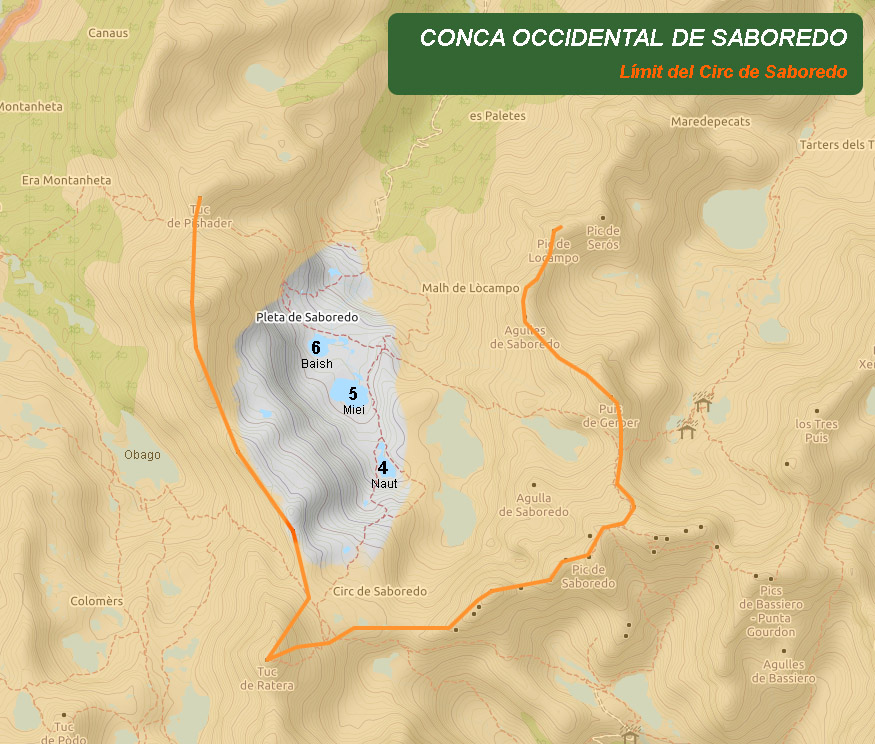
Conca Occidental del Circ de Saboredo

Els tres estanys occidentals també són coneguts com els estanys de Sendrosa.
- Lac de Naut (4), a 2.317 metres.
- Lac de Miei (5), a 2.282 metres. Rep les aigües del Lac de Naut.
- Lac de Baish (6), a 2.267 metres. Rep de aigües del Lac de Miei. Una canalització soterrada transfereix aigua del Lac de Baish a l'estany Obago del Circ de Colomèrs,[2] i també neix un torrent cap a la pleta de Saboredo.

També hi ha un nombre important de petits estanyets que alimenten des de diverses altituds els tres estanys.

## Clima
El clima del Circ de Saboredo és d'alta muntanya, influenciat per la seva ubicació al vessant atlàntic dels Pirineus. Es caracteritza per hiverns freds, amb molta neu i boira, i per estius càlids i plujosos, amb temperatures fresques que normalment no superen els 30 °C. La coberta nivosa sol ser més o menys contínua de gener a maig.

## Excursions i travesses

### Refugi de Saboredo
El Circ permet realitzar múltiples excursions i travesses en qualsevol època de l'any, i el Circ disposa d'un refugi guardat durant l'estiu que permet pernoctar amb comoditat. Està ubicat a l'est del Lac de Baish, i és una bona base per qualsevol activitat que es faci al Circ.
L'edifici que ocupa el refugi ha patit diverses transformacions. Inicialment era una cabana construïda per la Sociedad Productora de Fuerzas Motrices, que la cedí com a refugi el 1969. Inicialment fou un refugi lliure, posteriorment ja fou condicionat com a refugi guardat, per després incorporar-hi lavabo i dutxa. L'última ampliació de 2016 ha dotat al refugi de totes les comoditats modernes.

### Senderisme
És l'activitat més popular que es fa al Circ de Saboredo, encara que la seva pràctica està limitada als mesos en els que l'absència de neu ho permet. Hi ha diverses rutes ja establertes.

#### Carros de Foc
Carros de foc és una travessa circular molt popular que passa pels 9 refugis del Parc. Te dues vies principals d'entrada al Circ:
- Coll del Tuc Gran de Sendrosa. Usada pels senderistes que van o venen del refugi de Colomèrs
- Port de Ratera. Usada pels senderistes que van o venen del refugi d'Amitges

#### Alta Ruta Pirinenca
L'Alta Ruta Pirinenca és un itinerari que també travessa els Pirineus, però ho fa seguint al màxim la carena pirinenca i alternant els dos vessants. Per l'oest entra al Circ de Saboredo pel Coll del Tuc Gran de Sendrosa, fins al Refugi de Saboredo, i d'allà segueix el camí cap a Baqueira pujant pel vessant meridional de la Vall de Ruda.

### Escalada
En el Circ de Saboredo hi ha una gran varietat de vies d'escalada. Les següents taules mostren algunes de les seves característiques: 
Nombre de vies en funció del tipus d'escalada.
| Tipus     | Vies |
| --------- | ---- |
| Esportiva | 74   |
| Clàssica  | 69   |
| Gel       | 18   |
| Total     | 161  |

Categories de la classificació de les vies en funció del seu tipus d'escalada:
- Esportiva. Es prioritza la dificultat tècnica. Proposa l'ascensió de parets exclusivament en lliure i utilitzant la corda com a assegurança. Els punts d'assegurament son fixes.
- Clàssica. Es prioritza l'ascensió per on millor li sembla a l'escalador, que ha d'usar el material d'assegurament que porti.
- Gel. La seva pràctica requereix unes tècniques específiques atès que s'opera en unes condicions molt canviant.

Nombre de vies en funció del nivell d'equipament de la via.
| Nivell        | Vies |
| ------------- | ---- |
| Equipada      | 74   |
| Semi Equipada | 7    |
| No equipada   | 80   |
| Total         | 161  |

Categories de la classificació de les vies en funció del seu nivell d'equipament:
- Equipada: Via en la qual els punts d'assegurament són fixos; espits, parabolts o ancoratges químiques.
- Semi equipada: Via en la que els passos clau i les reunions estan equipats, però no la resta de la via.
- No equipada: No hi ha cap passatge equipat.

Cal tenir en compte que l'escalada només està permesa a les vies catalogades. Cal autorització prèvia per obrir vies noves.

### Esquí de muntanya i raquetes
La pràctica de l'esquí de muntanya al Circ de Saboredo està documentada des dels anys 30 del segle xx. Durant les festes de Pasqua de 1930 en Joan Brunet, en Josep Puntas i en Josep Torrent –tots ells membres del Centre Excursionista de Catalunya– van dur a terme sortides amb esquís als “cercles de Gerber, Colomés i Saboredo”.

## La llegenda de les propietats de Son
El Circ de Saboredo està situat geogràficament a la Vall d'Aran. Però des del Port de Ratera fins a prop de l'alçada del Córner de Vaqueira, la vessant dreta de la vall està inclosa al terme municipal de Son, ara integrat a Alt Àneu. Per exemple, el refugi de Saboredo, la quasi totalitat dels estanys Major i de Dalt de Saboredo i tot l'estany Gelat són al terme de Son. Addicionalment, entre el Tuc de Sendrosa i les Pales de Ruda hi ha una muntanya anomenada Montanha de Sendrosa de Son, encara que està situada al terme de Naut Aran.
Una llegenda narra l'existència d'un poble anomenat Sant Quirs que es trobava a la vall d'Àneu, al barranc de Rose, entre Son i Jou. En aquest poble va haver-hi una pesta que va causar la mort a tothom menys una dona vella i malalta que fou acollida per la gent d'Esterri d'Àneu a qui donà totes les possessions comunals de Sant Quirs excepte la muntanya de Sendrosa, situada geogràficament a la Vall d'Aran, que va deixar al poble de Son en agraïment pel bon veïnatge que sempre havia tingut. Per aquesta causa el bestiar de Son podia pasturar en aquella zona de l'Aran.
Els aranesos no van estar-hi d'acord i van recórrer a la justícia. Després d'estudiar el cas el jutge va dictaminar que aquella pertinença era dels habitants de Son, però ho feu en una frase que s'ha perpetuat en el temps. El jutge sentencià:
"Mentre lo món serà món la Cendrosa serà de Son"

## Impacte humà

### Neolític
A l'abric de l'estany Major de Saboredo, a 2.312 metres d'altitud, s'han identificat diverses ocupacions arqueològiques al llarg del temps, la més antiga de les quals es troba en un interval d' entre el 2.900 i el 2.600 AC. Consisteix en una cavitat de petites dimensions, on sembla que vivien temporalment les persones que movien ramats per aquestes altures del Parc.
També s'han trobat jaciments més recents en altres parts del Circ de Saboredo.

### Actualitat
L'any 2017 es va comptabilitzar l'accés de 80.000 persones al Parc Naciones Aigüestortes i Sant Maurici per les diferents riberes de la Vall d'Aran. A partir de les dades dels comptadors automàtics de visites, es pot estimar que la Vall de Ruda va rebre uns 6.000 visitants l'any 2017, els quals un 51% es va concentrar-se a l'agost i un 24% al juliol.
L'any 2017 van pernoctar al refugi de Saboredo 1.825 persones.

## Homenots
Personatges del món de l'excursionisme han deixat la seva petjada al Circ de Saboredo.

### Juli Soler i Santaló i la guiaLa Vall d'Aran
Juli Soler i Santaló fou un prohom del Centre Excursionista de Catalunya. El 1903 dugué a terme nombroses excursions per la Vall d'Aran, confeccionant els continguts de la seva obra més coneguda, la guia La Vall d'Aran (1906). Fou el primer en ascendir el Pic de Saboredo, i la propera bretxa Juli Soler i Santaló du el seu nom com a reconeixement a la seva gran dedicació pirineista.

### Josep Maria Guilera i l'esquí de muntanya a Saboredo
Josep Maria Guilera Albiñana fou un dels pioners de l'esquí a Catalunya, compartint moltes primeres ascensions hivernals amb Lluis Estasen. Esquià extensament pel Circ de Saboredo, així com pel de Colomèrs, vall de Gerber i Bonaigua.

## Infraestructures

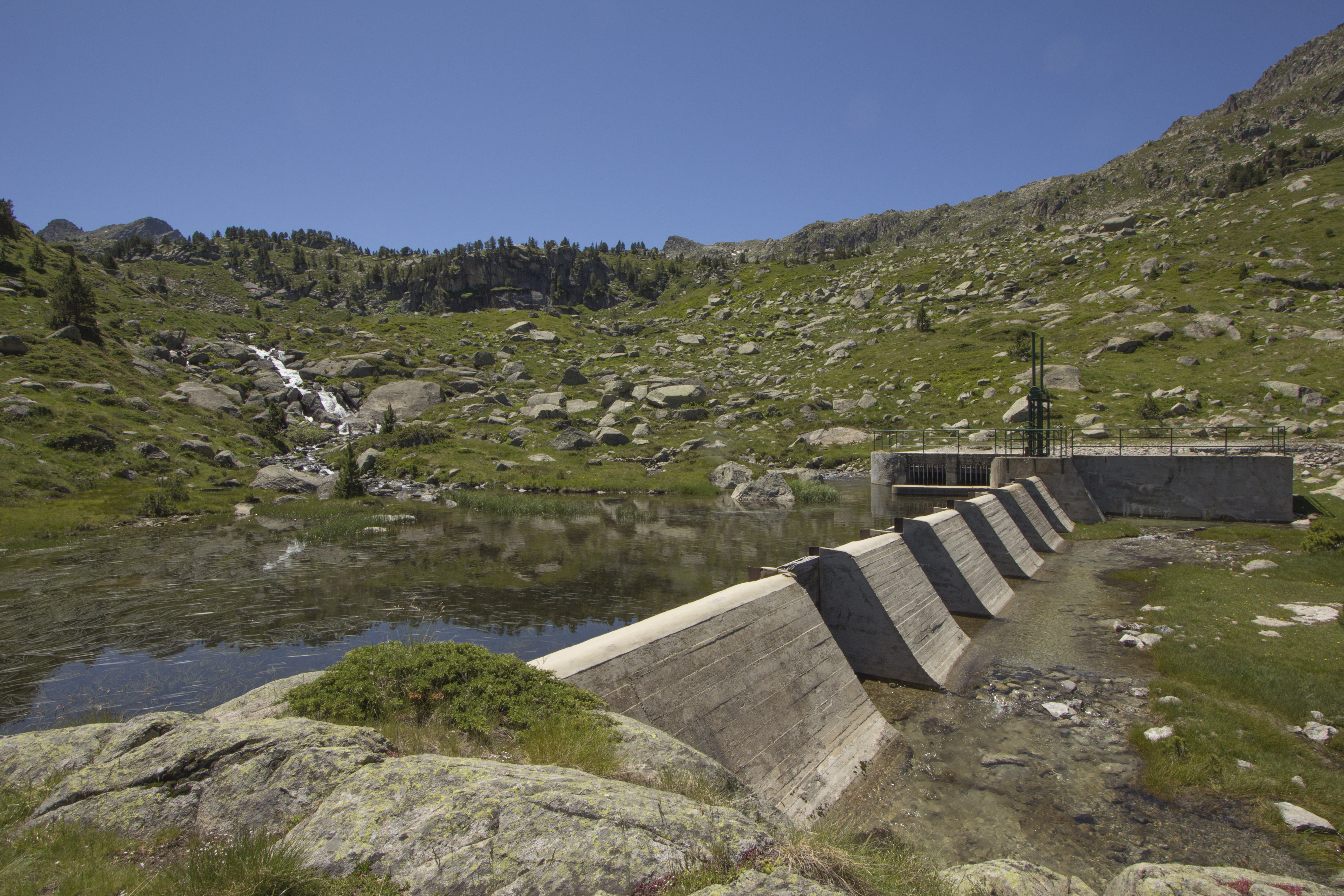
Barratge de Saboredo

En els anys 60 del segle xx, l'empresa Sociedad Productora de Fuerzas Motrices, aleshores filial de la companyia elèctrica Fecsa, va construir obres hidràuliques per aprofitar el cabal del riu Ruda / Saboredo des del seu naixement i desviar-lo cap a la central hidroelèctrica d'Arties.

### Canonades artificials d'aigua
Alguns estanys estan connectats a través de canonades soterrades. L'objectiu és dirigir l'aigua cap la Central d'Arties. Dintre del Circ de Saboredo hi ha les següents canonades:
- Canal de Lac de Baish, canal subterrània amb connexió a l'estany Obago ubicat al Circ de Colomèrs.
- Connexió per canal subterrània que es fa des del Barratge de Saboredo, situat a la Vall de Ruda, amb l'estany Major de Colomèrs. El barratge recull l'aigua canalitzada del Circ de Saboredo.

### Embassaments
L'estany Major de Saboredo té una petita presa construïda al seu extrem nord, per augmentar la capacitat.